# Intendance de Córdoba del Tucumán

Carte de la Vice-royauté du Río De La Plata.

L'intendance de Córdoba del Tucumán, intendance de Tucumán ou province de Córdoba del Tucumán est une subdivision de la  Vice-royauté du Río de la Plata, territoire de l'empire espagnol en Amérique du Sud. Son territoire correspond à la région centrale de l'actuelle Argentine, avec pour capitale Córdoba. Elle est créée en 1783. Après la révolution de mai 1810, elle connaît une période d'instabilité. Au Congrès de Tucumán en 1816, les Provinces-Unies du Río de la Plata proclament leur indépendance mais le pays entre aussitôt dans l'ère des guerres civiles argentines. En janvier 1820, l'intendance transmet ses pouvoirs à une assemblée constituante et devient la province de Córdoba.

## Histoire

### Époque vice-royale
Le 28 janvier 1782, par ordonnance du roi Charles III, la nouvelle Vice-royauté du Río de la Plata est détachée de celle du Pérou. L'intendance de Córdoba del Tucumán remplace le gouvernement de Tucumán. Le 5 août 1783, le roi fixe les limites des intendances de Cuyo, Salta del Tucumán et Córdoba. Celle-ci comprend la ville de Córdoba et les subdélégations de Mendoza, La Rioja, San Juan et San Luis. Elle est limitée au nord par l'intendance de Salta, au nord-ouest par les peuples indigènes du Chaco, à l'est par l'intendance de Buenos Aires, au sud par les peuples indigènes de Patagonie et à l'ouest par la capitainerie générale du Chili.
Sur le plan judiciaire, elle est subordonnée à l'Audience et Chancellerie royale de Buenos Aires ; sur le plan militaire et fiscal, au vice-roi. Du point de vue ecclésiastique, le diocèse de Tucumán, dont le siège était à Córdoba, dépendait de l'archidiocèse de Charcas, aujourd'hui l'archidiocèse de Sucre.
Le 22 août 1783, le marquis Rafael de Sobremonte est désigné comme le premier intendant de Córdoba. Il prête serment le 29 novembre 1783 devant l'Audience de Buenos Aires mais c'est seulement le 7 novembre 1784 qu'il entre effectivement en charge à Córdoba. Il fonde plusieurs villes et forteresses dans son intendance.
En 1806 et 1807, alors que Sobremonte a été promu vice-roi, les Britanniques mènent deux expéditions pour s'emparer du Río de la Plata : ils sont repoussés par les forces locales aidées par des contingents de l'intendance de Córdoba .Les troupes de Córdoba font 200 prisonniers, celles de Santiago del Estero une centaine, celles de San Luis une cinquantaine comme celles de Catamarca : ils passent une année en captivité aux frais des villes dans des conditions qui semblent avoir été assez douces. 
Lorsque éclate la révolution de mai 1810 à Buenos-Aires, le nouveau vice-roi Jacques de Liniers se réfugie auprès de Juan Antonio Gutierrez de la Concha, gouverneur de l'intendance de Tucumán. Ils se dirigent vers le nord pour faire leur jonction avec les troupes royales envoyées du Pérou mais, poursuivis par les troupes de la Junte révolutionnaire (renommée après coup « première Junte »), ils sont rattrapés et fusillés le 26 août 1810 au mont des Perroquets, dans l'actuelle municipalité de Los Surgentes dans le sud-est de la province de Córdoba.
Gouverneurs-intendants sous la vice-royauté
- José Joaquín de Contreras (intérim, 1783)
- Nicolás Pérez del Viso (intérim, 1784)
- Rafael de Sobremonte (1784-1797)
- Nicolás Pérez del Viso (1797-1803)
- José González (1803-1805)
- Victoriano Rodríguez (1805-1807)
- Juan Gutiérrez de la Concha (1807-1810)

### Indépendance
Les révolutionnaires ne tardent pas à se diviser entre unitaires et fédéralistes. En 1815, la guerre civile éclate entre les Provinces-Unies du Río de la Plata et la Ligue fédérale (es) (ou Ligue des Peuples libres). José Javier Díaz, gouverneur de Córdoba, se rallie à la ligue fédérale commandée par le caudillo José Artigas. La subdélégation de La Rioja se sépare de Córdoba pour se rallier au Directoire des Provinces-Unies. En 1816, le Congrès de Tucumán rétablit temporairement l'unité et, le 9 juillet 1816, proclame l'indépendance des Provinces-Unies. 
Le 23 septembre 1816, le Congrès, menacé par l'avance des troupes royalistes venues de Jujuy, va s'installer à Buenos Aires. Le 2 septembre 1817, il ordonne le retour de La Rioja dans la province de Córdoba.
Après la mutinerie de l'armée du Nord à Arequito, le 5 janvier 1820, le cabildo (conseil provincial) de Córdoba dépose le gouverneur-intendant Manuel Antonio Castro et proclame l'autonomie de la province de Córdoba.
Le 24 mars 1820, l'Assemblée constituante de la province offre la charge de gouverneur de Córdoba au commandant de la mutinerie, le général Juan Bautista Bustos, ce qui met fin à l'intendance.  
Gouverneurs-intendants dans la période de l'indépendance
- Cabildo de Córdoba présidé par Dalmacio de Allende (du 1er au 11 août 1810)
- Francisco Ortiz de Ocampo (du 11 au 16 août 1810)
- Juan Martín de Pueyrredón (du 16 août au 17 décembre 1810)
- José Esteban Bustos (intérim du 7 au 18 décembre 1810)
- Nicolás de Viana (du 18 décembre 1810 au 3 décembre 1811)
- Diego Pueyrredón (du 3 décembre 1811 à janvier 1812)
- Santiago Carrera (de janvier 1812 à juin 1813)
- Francisco Ortiz de Ocampo (de juin 1813 au 4 juin 1815)
- José Javier Díaz (du 4 juin 1815 au 21 septembre 1816)
- Ambrosio Funes (du 21 septembre 1816 au 26 janvier 1817)
- José Dámaso Gigena (intérim du 27 janvier 1817)
- Juan Andrés de Pueyrredón (de janvier 1817 au 12 mars 1817)
- Manuel Antonio de Castro (du 12 mars 1817 au 19 janvier 1820)